# 516
Het jaar 516 is het 16e jaar in de 6e eeuw volgens de christelijke jaartelling.

## Gebeurtenissen

### Europa
- Koning Gundobad van de Bourgondiërs overlijdt na een regeerperiode van 30 jaar en wordt opgevolgd door zijn oudste zoon Sigismund.

## Geboren
- Athalarik, koning van de Ostrogoten (overleden 534)
- Gildas, Brits geestelijke en geschiedschrijver (waarschijnlijke datum)

## Overleden
- Gundobad (71), koning van de Bourgondiërs